# Cassai Oriental
Cassai ou Casai Oriental (em francês: Kasaï Oriental) é uma das vinte e cinco províncias da República Democrática do Congo. Possui 9 545 quilômetros quadrados e segundo censo de 2015, havia 3 145 000 de habitantes.